# タロヨーク空港
タロヨーク空港（Taloyoak Airport）はカナダ・ヌナブト準州のタロヨークにある空港。タロヨークの街から西へ0.75海里（1.39km）上の海上空港であり、ヌナブト準州政府が運営している。IATA空港コードはYYH。

## 就航路線
- カナディアン・ノース（ケンブリッジ・ベイ（英語版）、グジョーア・ヘブン（英語版）、クガールク（英語版）、イエローナイフ[1]）